# 堀江由衣
堀江由衣（日语：／ Horie Yui，1976年9月20日—），是日本東京都葛飾區人，為女性聲優、歌手，現屬VIMS（聲優相關）／KING RECORDS（歌手相關）。聲優組合Aice5的成員。官方後援會「黑貓同盟」副會長。
她就讀短期大學時，適逢ARTSVISION舉辦特別優待生的招生試她參加並成為5名合格者之一。1996年她在日本播音演技研究所修讀聲優課程。畢業後，先後從事電台工作和動畫配音。
代表作有《青春紀行》（加賀香子）、《單色小姐 -The Animation-》（單色小姐）、《Little Busters!》（直枝理樹）、《物語系列》（羽川翼）等。

## 个人簡歷
- 1997年，正式以聲優身份出道，其後於1998年推出首張單曲唱片「my best friend」。
- 2000年，與聲優田村由香里結成組合「やまとなでしこ」。
- 2002年，舉辦First Live Tour，個人電台節目「堀江由衣の天使のたまご」於同年開播。
- 2005年，與淺野真澄、神田朱未、高橋智秋、木村圓組成「Aice5」組合，堀江小姐為此組合的發起人和隊長。
- 2006年，舉辦Second Live Tour「堀江由衣をめぐる冒険」。
- 2006年，加入17歲教。
- 2007年，成為綜藝節目《HEY!HEY!HEY!》的嘉賓，是該節目第三個聲優嘉賓。
- 2007年6月，因為前所屬事務所ARTSVISION社長松田咲實的猥褻事件，于6月5日在個人官方BLOG發表澄清聲明。[3]
- 2007年11月，加入I'm Enterprise所屬的VIMS事務所。
- 2009年9月19和20日在日本武道館舉辦個人演唱會。是繼椎名碧流、水樹奈奈和田村由香里後第4個在此場館舉辦個人演唱會的聲優。

## 個人資料
- 家中的獨生女。視力不好需要戴眼鏡（左眼1.0，右眼0.1），自曝于2013年黄金周期间接受了激光视力矫正手术。身高155cm。
- 因為景仰《搞怪拍檔》的由里（當時是島津冴子擔任配音），而立志當聲優。
- 自从出演『光子』以后、工作方面多出很多接触面、主要开始拉（一种美少女类型作品）流派相关作品的出演。所以、美少女动画片和萌系游戏作品比较多、黄金时段和早上面向儿童的作品，一般向的作品的出演機会就比较少。但是、最近增加了在洋画风类型的作品的配音工作、比如在大地丙太郎（『幻影天使』、『反斗小王子』、『十兵衛2』）、庵野秀明（『甜心戰士OVA』）、富野由悠季（麟光之翼）裡都得到出演、开始获得了出名监督作品的出演机会。不仅仅作为偶像声優获得关注、演技方面也渐渐得到高度的评价。
- 刚出道的时候、几乎全是男性风作品。在出演了原作中女性角色人气很高的 『幻影天使』和『鬼眼狂刀』后、女性风的作品也开始变多。
- 非常討厭搭飛機，在各地間移動時多半是坐火車。
- 曾說過喜歡的歌手是GLAY，有次看過他們的演唱會DVD後就著迷了。其他還有舉出B'z、Tommy february6、ケツメイシ、彩虹樂團等。另外她也喜歡傑尼斯事務所旗下的男偶像。
- 最喜歡的季节是冬天。在冷颼颼的空氣中跑出去，觉得皮膚绷紧，评价特别喜欢。
- 與中原麻衣大概是因為角色性質相似的緣故，因此較少同台演出的機會。一起工作的作品只有《推理之絆》、《暮蟬悲鳴時 解》、《魔偵探洛基》、《吸血鬼騎士》、《半妖少女綺麗譚》、《FAIRY TAIL》等。
- 因为喜欢《愛麗絲夢遊仙境》裡的愛麗絲，在第2及第5張專輯名也用（即愛麗絲）標示。
- 家里东西摆设零乱的事是很出名。以前在『天使のたまご』的介绍网站主页上以打上马赛克的形式进行公開。像是家裡的冷气设备坏掉了，因为家里一直很凌亂，不好意思找人修理。大掃除后、当天是不会进行最后的清理的。在「Aice5」官方网站『QandA』被问关于室内装饰问题的时候，就以「这是室内装饰以前的问题」来回答，几句话就带过。
- 經常出演赤松健原作的動畫。在『純情房東俏房客』裡出演以東大为目標的女主角成濑川奈留时，參加被称为東大的学園祭活动。且在那个时候进行過小提琴的表演（曲目是きらきら星）（這把小提琴是拍專輯『水たまりに映るセカイ』的第1曲目『桜』的PV时使用过的小道具）。
- 於東京巨蛋裡進行的職业棒球比賽的时候，由于动画《六門天外》的緣故，作为的声優，擔任開球嘉賓。那个时候堀江穿著背號67的球衣出場，背號67號取自於自身所配角色－柊六奈中的『六奈』（ろくな）。另外，堀江由衣本身是讀賣巨人隊的球迷。
- 相當怕生，以人氣聲優而言，可以說是客氣過頭。從交友關係來看首先要提到聲優的田村由香里，其他據說關係良好的聲優有桑谷夏子、田中理惠、淺野真澄、神田朱未、水樹奈奈等人，還有隸屬同唱片公司的angela等。另外由於她喜歡傑尼斯偶像，她曾與野川櫻一同去看瀧與翼的演唱會。

## 演出作品
※粗體字表示說明飾演的主要角色。

### 電視動畫
1998年
- 秋葉原電腦組（法藍西斯卡）
- 快傑蒸氣偵探團（吉娜）
- 星际牛仔（第18話：少女A）
- 鋼鐵新世紀（鉄コミュニケイション）（小遙）
- 聖路美娜女学院（麗塔·福特）
- 爆走兄弟Let's GO!! MAX（ケンジ）
- 魔術師奧菲（フィエナ）

1999年
- 妖精戰士（麗莎）
- To Heart（HMX-12マルチ、學生）
- 無限的未知（蜜雪兒·凱）

2000年
- 沉默的未知（蘇·哈里斯）
- 臣士魔法劇場 死神天使（夏目鈴子）
- 銀裝騎攻オーディアン（卡洛兒）
- Sci-Fi HARRY（凱薩琳·查普曼）
- 純情房東俏房客（成瀨川奈留）
- 六門天外（柊六奈）
- 人造人間キカイダー THE ANIMATION（光明寺ミツコ）

2001年
- 反斗小王子（根津、小鰺、猿）
- 天使領域（藤森弘美）
- 妹妹公主（咲耶）
- 通靈王（鋼鐵處女·梅登貞德、リリー）
- 新白雪姬傳說（美景/災妃）
- Tales of Eternia（コリーナ・ソルジェンテ）
- フィギュア17 つばさ&ヒカル（茨城櫻）
- （本田透）

2002年
- 朝霧的巫女（獨樂）
- 阿倍野橋魔法商店街（あみりゅん）
- 王ドロボウJING（蜜拉貝爾）
- Kanon（東映動畫版）（月宮亞由）
- SAMURAI DEEPER KYO（鬼眼狂刀）（椎名由夜）
- 妹妹公主 ～Re Pure～（咲耶）
- 少年偵探～推理之絆～（竹內理緒）
- 神奇寶貝（第243話，千尋）
- 陸上防衛隊（丸山席維亞、七瀨川奈奈）

2003年
- 戀愛小魔女（立石亞由）
- 偵探學園Q（木下沙也加）
- 七華6/17（雨宮百合子）
- 初音島（白河小鳥）
- 瓶詰妖精（さらら）
- 魔偵探洛基（大堂寺繭良）
- ポップンベリーのダンスダンス占い（メロリーナ）

2004年
- 絢爛舞踏祭（東原惠）
- 十兵衞2 - 西伯利亞柳生的逆襲 （菜乃花自由）
- 校園迷糊大王（澤近愛理）
- To Heart ～Remember my Memories～（HMX-12マルチ）
- 雙戀（一條薰子）
- 勇午～交涉人～2nd Negotiation「ロシア編」（第13話，ナージェンカ）

2005年
- IGPX（傅安婷·萬強）
- 植木的法則（ペコル）
- AIR（第二集（客串）：女學生B）
- 初音島第二季（白河小鳥）
- 嬉皮笑園（上原都）
- 雙戀（一條薰子） *第6話のみ
- 魔法老師（佐佐木蒔繪）
- 我們的仙境（茶之畑珠實）
- LOVELESS（銀華）

2006年
- 犬神！（陽子）
- 女生愛女生（神泉安菜）
- 校園迷糊大王 二學期（澤近愛理）
- RAY THE ANIMATION（小堇）*第7話、第11話、第13話登場
- 零之使魔（謝絲塔）
- 少女愛上姊姊（宮小路瑞穗）
- Kanon（京都動畫版）（月宮亞由）
- 魔法老師!?（佐佐木蒔繪）

2007年
- 東京魔人學園劍風帖 龍龍（美里葵）
- 東京魔人學園劍風帖 龍龍 第二幕（美里葵）
- 藍蘭島漂流記（小鈴）
- 校園烏托邦 學美向前衝！（天宮學美）
- 光明之淚Ｘ風（吳羽冬華）
- 偶像大師 XENOGLOSSIA（萩原雪步）
- 天翔少女（藤枝七惠）
- 驅魔少年（美玲）
- 零之使魔～雙月之騎士～（謝絲塔）
- 寒蝉鸣泣之时解（羽入）
- 蜜糖邦尼（白兔）
- 初音島II（朝倉由夢）

2008年
- 吸血鬼騎士（黑主優姬）
- 吸血鬼騎士Guilty（黑主優姬）
- 迷宮塔～烏魯克之盾～（法蒂娜）
- 初音島II 第二季（朝倉由夢）
- 屍姬 赫（轟旗神佳）
- 我家有個狐仙大人（高上美夜子）
- 一騎當千 Great Guardians（孫權仲謀）
- 零之使魔～三美姬的輪舞～（謝絲塔）
- TIGER×DRAGON！（栉枝实乃梨）

2009年
- 海猫悲鳴時（右代宮真里亞、瑪利亞）
- 迷宮塔～烏魯克之劍～（法蒂娜）
- （山崎加奈子）
- 天才麻將少女（福路美穗子）
- 旋风管家 第二季（索尼婭・夏芙羅娜茲）
- 青花（井汲京子）
- 化物語（羽川翼）
- 魯邦三世VS名偵探柯南（米菈王女）
- 屍姬 玄（轟旗神佳、黒猫、理子）
- GA 藝術科美術設計班（野崎奈三子）
- 加奈日記（西田春華）
- 海物語（烏琳）
- 肯普法（美嶋紅音）
- 信蜂（露達）

2010年
- 一騎當千 XTREME XECUTOR（孫權仲謀）
- Battle Spirits少年激霸彈（セイル）
- 發現、體驗、最喜歡！巧虎（新幹線之声）
- B型H系（竹下美春）
- 嬌蠻貓娘大橫行（鳴子叶繪）
- 大神與七位夥伴（桐木愛麗斯）
- 妖怪少爺（雪女（及川冰麗）、雪麗）
- 半妖少女綺麗譚（鬼燈）
- 信蜂Reverse（露達）
- FAIRY TAIL（夏璐璐）

2011年
- 龍之界點（瑪露卡）
- 肯普法 für die Liebe（美嶋紅音）
- 放浪男孩（末廣安那）
- DOG DAYS（米爾希奧蕾・F・比斯科迪）
- 亞斯塔蘿黛的後宮玩具（艾爾芙蕾妲·謬亞斯德托）
- 眾神中的貓神（古宮柚子）
- 妖怪少爺 千年魔京（雪女（及川冰麗）、雪麗）
- 快盜天使雙胞胎（特斯菈）
- 迴轉企鵝罐（夏芽真砂子、愛絲梅拉達）
- 日常（第23話預告旁白）
- 女神異聞錄4（里中千枝）
- 便·當（澤桔鏡）

2012年
- 偽物語（羽川翼）
- 零之使魔F（謝絲塔）
- 猛烈宇宙海賊（庫里爾）
- Battle Spirits Sword Eyes（黃纓）
- 要聽爸爸的話！（織田萊香）
- 在盛夏等待（貴月繪美香）
- AKB0048（第六代 柏木由紀）
- 光明之心 ～幸福的麵包～（露菲娜）
- 翡翠森林狼與羊（小咩）
- DOG DAYS'（米爾希奧蕾・F・比斯科迪）
- 輕鬆百合♪♪（赤座茜）
- 這樣算是殭屍嗎？（妄想優）
- 天才麻將少女 阿知賀篇（福路美穗子）
- 戰國Collection（劉備）
- 境界線上的地平線II（瑪麗）
- K（櫛名安娜）
- Little Busters!（直枝理樹）
- 櫻花莊的寵物女孩（赤坂龍之介、女僕）
- 元氣少女緣結神（沼皇女）
- 來自新世界（天野麗子）
- 魔奇少年（雅姆萊哈）
- 旋風管家！CAN'T TAKE MY EYES OFF YOU（索尼婭・夏芙羅娜茲）
- 貓物語（黑）（羽川翼）

2013年
- AKB0048 Next Stage（第六代 柏木由紀）
- 革命機Valvrave（七海理音，皇子）
- YUYU式（松本賴子）
- DD北斗神拳（尤莉亞、豬）
- 最強銀河 究極ZERO Battle Spirits（啟明星之愛莉絲）
- 戰姬絕唱SYMPHOGEAR G（莎麗娜·卡登查瓦納·伊娃）
- 物語系列 第二季（羽川翼）
- 超次元戰記 戰機少女（涅普姬雅）
- 單色小姐 -The Animation-（單色小姐）
- 核爆末世錄（小津歌音）
- 青春紀行（加賀香子）
- Little Busters! ～Refrain～（直枝理樹）
- 魔奇少年 The Kingdom of Magic（雅姆萊哈）

2014年
- 天才麻將少女 全國篇（福路美穗子）
- T寶的悲慘日常 覺醒篇（單色小姐）
- FAIRY TAIL 第二季（夏璐璐）
- 黑色子彈（天童木更）
- RAIL WARS! -日本國有鐵道公安隊-（飯田奈奈）
- 生存遊戲社（佐倉江那）
- 女神異聞錄4 黃金版（里中千枝）
- CROSSANGE 天使與龍的輪舞（莎拉曼蒂涅/莎拉）
- 巴哈姆特之怒 GENESIS（蒂娜）
- （單色小姐）

2015年
- 絕對雙刃（九十九朔夜）
- 大家集合！Falcom 學園 第二季（亞莉莎·萊恩福爾特）
- 艦隊Collection（間宮）
- 血型小將ABO 2（B型女）
- 卡片鬥爭!! 先導者 G（新導未來）
- DOG DAYS''（米爾希奧蕾·F·比斯科迪）
- 關於完全聽不懂老公在說什麼的事情 第2期（木村柚子）
- 放學後的昴星團（艾爾娜特）
- 青春×機關槍（矢島鼎）
- 單色小姐 -The Animation- 2（單色小姐）
- T寶的悲慘日常 夢幻篇（單色小姐、美女A）
- Classroom☆Crisis（小鳥遊薰子）
- 下流梗不存在的灰暗世界（鬼頭鼓修理）
- 那就是聲優！（堀江由衣）
- K RETURN OF KINGS（櫛名安娜）[4]
- 終物語（羽川翼）
- 輕鬆百合 3☆High！（赤座茜）
- 緋彈的亞莉亞AA（夾竹桃）
- DD北斗神拳2（尤莉亞）
- 全部成為F THE PERFECT INSIDER（儀同世津子）
- 血型小將ABO 3（B型女）

2016年
- 血型小將ABO 4（B型女）
- 卡片鬥爭!! 先導者 G 齒輪危機篇（新導未來）
- 為美好的世界獻上祝福！（維茲）
- 魔法使光之美少女！（十六夜理子／魔法天使）
- Re:從零開始的異世界生活（菲利克斯·阿蓋爾）
- HUNDRED百武裝戰記（夏洛特·迪曼迪鄂斯）
- 在下坂本，有何貴幹？（黑沼愛菜）
- 初戀怪獸（二階堂夏步）

2017年
- TRICKSTER －來自江戶川亂步「少年偵探團」－（日语：TRICKSTER -江戸川乱歩「少年探偵団」より-）（奧村文代）
- 為美好的世界獻上祝福！2（維茲）
- 數碼暴龍宇宙-應用怪獸（神樂坂泉）
- 戰姬絕唱SYMPHOGEAR AXZ（莎麗娜·卡登查瓦納·伊娃）
- 便利商店情人（飛鳥井愛姬）
- 帶著智慧型手機闖蕩異世界。（戀愛神）
- 悠久持有者：魔法老師！ 第2部（佐佐木蒔繪）
- 國王遊戲 The Animation（本多奈津子）
- 如果有妹妹就好了。（ヒルデ・レッドフィールド）

2018年
- BASILISK～櫻花忍法帖～（夜叉至）
- HUG! 光之美少女（十六夜理子／魔法天使）
- 棒球大聯盟2nd（眉村道壘）
- 甜心戰士 Universe（秋夏子[5]）
- 暮光幻影（夏離江）
- 京都寺町三條商店街的福爾摩斯（宮下佐織[6]）
- LORD of VERMILION 紅蓮之王（一條樹里亞[7]）
- 我喜歡的妹妹不是妹妹（咲耶）
- FAIRY TAIL 最終章（夏璐璐）

2019年
- 格林筆記The Animation（神仙教母）
- 明治東京戀伽（與謝野晶子）
- （旁白、音效）
- POP TEAM EPIC TV SPECIAL（PIPI美〈第13話青龍版本前半段〉）
- 我們真的學不來！（古橋靜流）
- 流汗吧！健身少女（立花里美[8]）
- 碧藍航線（貝爾法斯特[9]）
- 食戟之靈 神之皿（安）
- 卡片鬥爭!! 先導者 新石衛門篇（新導未來）

2020年
- 魔法紀錄 魔法少女小圓外傳（八雲御魂）
- 我的英雄學院 第4期（拉布拉巴）
- 異世界四重奏2（維茲）
- 社長，戰鬥的時間到了！（嚮導小姐[10]）
- 白貓Project ZERO CHRONICLE（光之王愛麗絲[11]）
- 超異域公主連結 Re:Dive（咲戀）
- Re:從零開始的異世界生活 2nd season（菲利克斯·阿蓋爾）
- 食戟之靈 豪之皿（安）
- 棒球大聯盟2nd 第2期（眉村道塁）
- 戰翼的希格德莉法（本莊·美智）
- 暮蟬悲鳴時業（羽入）
- 滿溢的水果塔（小金乙）

2021年
- 蒼之騎士團（馬利歐斯·卡斯特雷德／瑪莉愛爾·雷·奧爾坦西亞）
- 只有我能進入的隱藏迷宮（奧莉薇·賽邦特、偽奧莉薇）
- 碧藍航線 微速前進！（北卡羅萊納、貝爾法斯特、小貝法）
- 佐賀偶像是傳奇 捲土重來（駒子）
- 影宅（艾琳娜）
- 緋紅結繫（嵐·詩賓）
- 現實主義勇者的王國重建記（艾克賽爾·沃達）
- 暮蟬悲鳴時卒（羽入）
- 平穩世代的韋駄天們（波菈）
- 魔法紀錄 魔法少女小圓外傳 2nd SEASON -覺醒前夜-（八雲御魂）
- 通靈王（第2作）（梅登·貞德）
- 女武神的餐桌II（AI）
- 世界盡頭的聖騎士（瑪利）
- 鍵等（月宮亞由、直枝理樹）
- 前輩有夠煩（櫻井優人[12]）

2022年
- 自稱賢者弟子的賢者（瑪麗安娜[13]）
- 怪人開發部的黑井津小姐（日賀谷雄杜／奇蹟芳草[14]）
- 超異域公主連結 Re:Dive Season 2（咲戀）
- 魔法紀錄 魔法少女小圓外傳 Final SEASON -淺夢的黎明-（八雲御魂）
- 舞動不止（森真鶴）
- 新來的女傭有點怪（五条院司[15]）
- 影宅 -2nd Season-（艾琳娜）
- 我想成為影之強者！（西野茜）
- 艦隊Collection 總有一天，在那片海（朝雲、山雲）

2023年
- BLUE LOCK 藍色監獄（成早真昼）
- 帶著智慧型手機闖蕩異世界。2（戀愛神／望月花戀）
- 鬼滅之刃 刀匠村篇（蜜璃的鎹鴉）
- 為美好的世界獻上爆焰！（魔道具店店主）
- 逃走中 THE GREAT MISSION（ミカ ルルーシュ）
- 16bit的感動 ANOTHER LAYER（上原芽衣子[16]）
- 世界盡頭的聖騎士 鐵鏽之山的君王（瑪利）

2024年
- 秒殺外掛太強了，異世界的傢伙們根本就不是對手。（賢者紫苑[17]）
- 通靈王 FLOWERS[[[Wikipedia:格式手册/链接#章節|錨點失效]]]（艾恩梅登·貞德）
- 異修羅（靜歌娜斯緹庫[18]）
- 極速星舞（蘇菲亞時任[19]）
- 怪異與少女與神隱（畦目真奈美[20]）
- 為美好的世界獻上祝福！3（維茲[21]）
- 從Lv2開始開外掛的前勇者候補過著悠哉異世界生活（希婭[22]）
- 2.5次元的誘惑（莉莉艾露）
- FAIRY TAIL魔導少年 百年任務（夏璐璐[23]）
- 我的英雄學院 第7期（拉布拉巴）
- Re:從零開始的異世界生活 3rd season（菲利克斯·阿蓋爾[24]）
- 沒能成為魔法師的女孩子的故事（美奈海·鈴樹[25]）
- 結緣甘神神社（月神宵深子[26]）

2025年
- 魔法使光之美少女！！～MIRAI DAYS～（十六夜理子／魔法天使[27]）
- 我與尼特女忍者的莫名同居生活（葉月沙耶[28]）
- 推理要在晚餐後（くにニャン[29]）
- Bad Girl 不良少女（小鞠瑪莉亞[30]）

### OVA
- 人造人間キカイダー THE ANIMATION（光明寺ミツコ）
- ありさ☆GOOD LUCK（西崎ありさ）
- エクソダスギルティー（スィー）
- カナリア ～この想いを歌に乗せて～（音羽まどか）
- Re: 甜心战士（如月甜心／甜心战士）
- 超神姫ダンガイザー3（ピクシス）
- フォトン（アウン・フレイヤ）
- 純情房東俏房客 Again（成瀨川奈留）
- 校園迷糊大王OVA 一学期補習（澤近愛理）
- 天翔少女（藤枝七惠）
- 初音島if（白河小鳥）
- 寒蟬鳴泣之時礼（羽入）
- 寒蟬鳴泣之時煌（羽入）
- 寒蟬鳴泣之時扩（羽入）

2004年
- Re甜心戰士（如月甜心）

2008年
- 魔法老師～白之翼～（佐佐木蒔繪）

2009年
- 魔法老師～另一个世界～（佐佐木蒔繪）

2013年
- 暗殺教室（伊莉娜·葉拉維琪）
- 翠星上的加爾岡緹亞（斯托莉亞）

2014年
- Little Busters! EX（直枝理树）
- 三人舞妓（一之瀨麻衣）

2016年
- FAIRY TAIL 妖精們的懲罰遊戲（夏璐璐）
- 為美好的世界獻上祝福！（維茲）※小說第9卷限定版附贈BD
- FAIRY TAIL 納茲vs.梅比斯（夏璐璐）
- FAIRY TAIL 妖精們的聖誕節（夏璐璐）

2017年
- 初戀怪獸（二階堂夏步）※單行本第8卷附贈動畫DVD特裝版
- YUYU式 給人添麻煩、被人添麻煩（松本賴子）

2018年
- TERRA FORMARS ~火星任務~（武士刀）※漫畫第21卷動畫DVD同捆版

2019年
- 超次元戰記 戰機少女 ～涅普的暑假～（妮普吉雅／紫妹妹）

2021年
- 超次元戰記 戰機少女 ～全是涅普涅普的感謝祭～（妮普吉雅／紫妹妹）

2022年
- 超次元戰記 戰機少女 ～向陽的茄花～（妮普吉雅／紫妹妹）

2023年
- OVA 碧藍航線 Queen's Orders（貝爾法斯特）

2025年
- 為美好的世界獻上祝福！3—BONUS STAGE—（維茲[31]）

### 劇場版動畫
- 幸運女神（クロノ）
- 欢迎来到Pia Carrot!! （天野織江）
- 六門天外（柊六奈）
- 超劇場版 Keroro軍曹 3 Keroro VS Keroro 天空大決戰（Miruru）
- 大雄的太阳王传说（少女）
- 新·大雄的宇宙開拓史（莫莉娜10歲）
- 大雄的秘密道具博物馆 （金嘉）
- 蠟筆小新：風起雲湧的金矛勇者（瑪塔·塔米）
- 劇場版 猛烈宇宙海賊（庫里爾）
- 劇場版 K MISSING KINGS（櫛名安娜）
- 劇場版 FAIRY TAIL 鳳凰的巫女 (夏璐璐)

2014年
- 剧场版！Happiness Charge 光之美少女！人偶王國的芭蕾舞者！（紡)

2016年
- 傷物語〈I 鐵血篇〉（羽川翼）
- 電影 光之美少女 All Stars 大家歌唱吧♪奇跡的魔法！ （理子／魔法天使)
- 傷物語〈II 熱血篇〉（羽川翼）

2017年
- 傷物語〈III 冷血篇〉（羽川翼）
- 電影 光之美少女 Dream Stars!（理子／魔法天使）
- NO GAME NO LIFE 遊戲人生 ZERO（阿茲莉爾）
- 劇場版 FAIRY TAIL 龍之淚 (夏璐璐)

2018年
- 光之美少女 Super Stars!（理子／魔法天使）
- HUG！光之美少女♡光之美少女 All Stars Memories（理子／魔法天使）

2019年
- 劇場版 為了誰的鍊金術師（烏洛波洛斯）
- 劇場版 為美好的世界獻上祝福！紅傳說（維茲[32]）

2020年
- 怪物彈珠 THE MOVIE 路西法 絕望的黎明（比娜）
- HoneyWorks 10th Anniversary "LIP×LIP FILM×LIVE"（柴崎裕子）

2021年
- 劇場版 Kud Wafter（直枝理樹）

2022年
- 劇場版 RE:cycle of the PENGUINDRUM 前篇 你的列車是生存戰略（夏芽真砂子）
- 劇場版 RE:cycle of the PENGUINDRUM 後篇 我愛你（夏芽真砂子）

2024年
- 傷物語 -曆·吸血鬼-（羽川翼[33]）
- 美妙寵物 光之美少女 THE MOVIE！心動♡遊戲世界大冒險！（十六夜理子／魔法天使[34]）

### 遊戲
- 桃色大戰ぱいろん（姬花）
- 女神Online線上遊戲（蜜兒）
- 飄流幻境線上遊戲（愛麗絲）
- EVE burst error PLUS（御堂真彌子）
- EVE The Fatal Attraction（藤井由香）
- Lの季節～A piece of memories～（舞波優希）
- 小魔女帕妃2（露提爾）
- 天使演唱會（瑟菲·史威尼）
- AS～天使小夜曲（思多法）
- Kanon（月宮亞由）
- Dead or Alive（Hitomi）
- 機動戰士ガンダム クライマックスU.C.（愛倫·羅許菲爾）
- 九龍妖魔學園紀（雛川亞柚子）
- 仙界通錄正史（碧雲）
- グローランサーIII（ラミィ）
- GENJI（皆鶴姬）
- 西遊記（三藏法師）
- SAKURA～雪月華～（草薙小雪）
- 式神之城II（結城小夜）
- 妹妹公主（咲耶）
- Shining Force Neo（メリル）
- SHINING WIND（吳羽冬華）
- 新世紀エヴァンゲリオン 碇シンジ育成計畫（最上葵）
- ゼーガペイン XOR（ミオ・レディネス）
- センチメンタルプレリュード（仁科あゆみ）
- 初音島Plus Situation（白河小鳥）
- D.C.F.S. ～ダ・カーポ～ フォーシーズンズ（白河小鳥）
- 探偵神宮寺三郎 燈火が消えぬ間に（松澤祥香）
- デッドオアアライブ（ヒトミ）
- 東京魔人學園劍風帖（美里葵）
- 東京魔人學園外法帖（美里藍）
- To Heart（HMX-12マルチ）
- ドキドキプリティリーグ Lovely Star（新野未來）
- エターナルアルカディア（ファイナ）
- （宗像尚美）
- 鋼の鍊金術師3 神を繼ぐ少女（ジャニス）
- ビストロ・きゅーぴっと（ラベンダ・スウィート）
- 雙戀-フタコイ-（一條薰子）
- フタコイ オルタナティブ ~戀と少女とマシンガン~（一條薰子）
- 雙戀島 ～戀と水著のサバイバル～（一條薰子）
- Blade dancer<ブレイドダンサー>《劍舞者：千年之約定》（フェリス・リヒテル）
- マグナカルタ（リース）
- 魔法老師!1時間目 這個小孩子老師是魔法使!（佐佐木蒔繪）
  - 魔法老師!2時間目 戰鬥吧少女們! 麻帆良大運動會SP!（佐佐木蒔繪）
  - 魔法老師!課外授業 少女們心動的海灘風情（佐佐木蒔繪）
  - 魔法老師!3時間目 戀愛和魔法和世界樹傳說（佐佐木蒔繪）
  - 魔法老師!どりーむたくてぃっく -夢見る乙女はプリンセス♥-（佐佐木蒔繪）
- まぼろし月夜/まぼろし月夜～月夜野綺譚～（朝霧あやめ）
- モンスターキングダム・ジュエルサモナー（エリシア）
- 光明之風（吳羽冬華）
- 悠久幻想曲3 Perpetual Blue（フローネ・トリーティア）
- ラクガキ王國2 魔王城の戰い（パステル）
- ラジアータ ストーリーズ（ナツメ・ナギ）
- Love Hina ～愛在言語中～（成瀨川奈留）
- ランブルローズ（藍原誠/ザ・ブラック・ベルト・デーモン）
- エンジェリック・コンサート（サフィ・スィーニー）
- エンジェリック・コンサート アンコール（サフィ・スィーニー）
- 武裝神姬（アーク）
- 女神異聞錄4（里中千枝）
- 艾爾之光（蕾娜）
- 幻月之歌-Divina-（克羅莉絲、玩家角色 A、B）
- 英雄傳說 閃之軌跡（亞莉莎·萊恩福爾特）
- 艦隊Collection（朝雲、間宮、伊良湖、天城、山雲）
- 學園K -Wonderful School Days-（櫛名安娜）
- 光明之刃（吴羽冬华）
- 落櫻散華抄（千櫻院麗子、優子）
- 英雄傳說 閃之軌跡II（亞莉莎·萊恩福爾特）
- Hortensia SAGA-蒼之騎士團（馬利歐斯·卡斯特雷德）
- Divina Cute（玉藻前、布倫希爾德）
- 白貓Project（愛麗絲、凱朵拉）
- 少女前線（春田）
- CROSSANGE 天使與龍的輪舞tr.（莎拉曼蒂涅/莎拉）
- 超級機器人大戰V（莎拉曼蒂涅/莎拉）
- 明日方舟 （史尔特尔）

2007年
- 暮蟬悲鳴時祭 （羽入）

2008年
- 暮蟬悲鳴時绊（羽入）

2011年
- ai sp@ce（月宮亞由）
- AQUAPAZZA（HMX-12 マルチ）
- 海貓鳴泣時散～真實與幻想的夜想曲～（右代宮真里亞）
- 快盗天使雙胞胎〜時間與世界的迷宮〜（提斯菈·維歐蕾特）
- 七龍傳說2020（艾提爾、キャラメイクボイス）
- 超次元戰記 戰機少女mk2（妮普吉雅／紫妹妹）
- 付喪物語（皆見遙香）
- DEAD OR ALIVE Dimensions（瞳）
- 武裝神姬 BATTLE MASTERS Mk.2（高速載具型MMS 雅可）
- Magica★Magica（柄司世良[35]）

2012年
- アイログ（一宮苺）
- 現在就想告訴哥哥，我是妹妹！（三谷良子）
- 乙女攻略！（早乙女すぴか）
- 女友伴身邊（單色小姐、真白透子）
- 神次元戰記 戰機少女 V（妮普吉雅／紫妹妹）
- 少女☆射擊（えころ） - PS3版
- 閃耀學校生活SP★the wonder years（藤林美帆）
- 王者之劍（エリーザ）
- 連遊戲也要聽爸爸的話！（織田萊香）
- 這間教室被不回家社占領了。攜帶板（木瀧戀子[36]）
- DEAD OR ALIVE 5（瞳[37]）

2014年
- 魔法氣泡俄羅斯方塊（S）

2015年
- 暮蟬悲鳴時粹（羽入）

2016年
- 緋夜傳奇（德蕾莎）
- 崩壞3rd（愛衣·休伯利安Λ）

2017年
- Puzzles of Empires（坂本龍馬）
- 戰場雙馬尾（法尼[38]）
- 四女神Online 幻次元遊戲戰機少女（妮普吉雅）
- 崩壊3rd（戰艦AI）
- 閃耀幻想曲（松本賴子、野崎奈三子）
- 永遠的7日之都（麗）
- 英雄傳說 閃之軌跡III（亞莉莎·萊恩福爾特）
- 碧藍航線（貝爾法斯特、北卡羅來納、小貝法）
- 魔法紀錄 魔法少女小圓外傳（貞德、八雲御魂、羽川翼）
- 格林筆記（神仙教母）

2018年
- Puzzles of Empires（愛新覺羅努爾哈赤）
- 戰姬絕唱SYMPHOGEAR XD UNLIMITED（莎麗娜·卡登查瓦納·伊娃[39]）
- 奧丁王冠（阿修羅）
- SHOWMAKER（單色小姐）
- 超異域公主連結 Re:Dive（佐佐木咲戀）
- Fate/Grand Order（阿龍）
- 閃之軌跡IV -THE END OF SAGA-（亞莉莎·萊恩福爾特）
- BLAZBLUE CROSS TAG BATTLE（里中千枝）
- 夢幻模擬戰（雪莉）
- 暮蟬悲鳴時奉（羽入）
- 永恆冒險（奈莉亞）

2019年
- 47 HEROINES（河越留美[40]）
- 凱薩琳 Full Body（凱薩琳〈任性修女〉[41]）
- DEAD OR ALIVE 6（瞳[42]）
- 為美好的世界獻上祝福！～希望迷宮與聚集的冒險者們～（維茲[43]）
- 夢幻模擬戰Mobile（雪莉、芙蕾雅[44]）
- 初音島4（KotoRI[45]）
- 雙生視界（艾琳·華特[46]）
- 社長，戰鬥的時間到了！（ガイドさん[47]）
- 勇者鬥惡龍XI 尋覓逝去的時光S（夏爾[48]）
- 勇者鬥惡龍強敵對決（夏爾）
- 聖火降魔錄 英雄雲集（普路梅莉亞）
- Fate/Grand Order（夏綠蒂·科黛）

2020年
- 為美好的世界獻上祝福！Fantastic Days（維茲[49]）
- 魔法禁书目录 幻想收束（維茲）
- 明日方舟（史尔特尔）
- 魔法氣泡 特趣思 俄羅斯方塊 2（S）
- 守望傳說（驅魔師米雅）
- 怪物彈珠（比娜）

2021年開始
- 模型少女AWAKE（岩田和江）
- 緋紅結繫（嵐·詩賓）

2022年
- 東方彈幕神樂（茨木華扇）
- 超次元游汐 戰機少女 Sisters vs Sisters（妮普吉雅／紫女神候補[註 1]）
- 原神（琺露珊）

2023年
- 超偵探事件簿 霧雨謎宮（布琦＝拉溫米）

2025年
- To Heart 重制版（HMX-12マルチ）(此為轉換舊版配音)

### 外語影片配音
- 鬼教師ミセス・ティングル（トルーディ・タッカー）
- エヴァとステファンとすてきな家族（エヴァ）
- キス☆キス☆バン☆バン（マルティン・マカッチョン）
- キャロルの初恋（キャロル）
- 金魚のしずく（P）
- ザ・リング（サマラ）※フジテレビ『プレミアムステージ』放映版のみ
- 鬼水怪談西洋篇（莎茜）
- 太極神拳（クリスティー・チェン）
- 20 30 40の恋（アンジェリカ・リー）
- フェリシティーの青春（役名不明）
- ベイウォッチIV（役名不明）

### 廣播劇CD
- 廣播劇CD『Weiß kreuzDramatic CollectionII ENDLESS RAIN』（藤宮彩）
- 廣播劇CD『天然女子高物語』（中野ちとせ）
- 廣播劇CD『逆境ナイン』（月田明子）
- 『コミックスイメージミニアルバム スクールランブル』（澤近愛理）
- 電台CD『D.C.～ダ・カーポ～初音島放送局1』（白河ことり）
- 電台CD『D.C.～ダ・カーポ～初音島放送局2』（白河ことり）
- 電台CD『D.C.～ダ・カーポ～初音島放送局4』（白河ことり）
- 電台CD『初音島放送局S.S. Vol.1』（白河ことり）
- 《SAMURAI DEEPER KYO》シリーズ（椎名ゆや）
- 廣播劇CD『D.C. ～ダ・カーポ～初音島ドラマシアター』（白河ことり）
- 廣播劇CD『天正やおよろず』（迅伐）
- 『ながされて藍蘭島Vol.1～2』（すず）
- 廣播劇CD『ぱにぽに Vol.1～3』（上原都）
- 廣播劇CD『ぱにぽにセカンドシーズン Vol.2～3』（上原都）（Vol.1には出演せず）
- 廣播劇CD『封殺鬼』シリーズ（秋川佐穗子）
- 廣播劇CD『薔薇少女』（真紅）
- 廣播劇CD《魔法水果籃》（本田透）
- 廣播劇CD《戀愛小魔女》（立石亞由）
- 廣播劇CD『スパイラル～推理の絆～ もうパズルなんて解かない』（竹内理緒）
- 廣播劇CD『撲殺天使ドクロちゃん』（ドクロちゃん）
- 廣播劇CD『ちとせげっちゅ!!』（桜庭ちとせ）
- 『ワイルドアームズ 2ndイグニッション オリジナルドラマ』（マリアベル・アーミティッジ）
- 廣播劇CD《灼眼的夏娜》（夏娜）
- 『銀のヴァルキュリアス』Vol.1～2（ルカ）
- 『お姉ちゃんの3乗』（???）
- 守護月天! 再逢（フェイ（飛））
- 廣播劇CD《WILD LIFE》Vol.1（瀬能みか）
- 廣播劇CD GOSICK -ゴシック-（セシル・ラフィット）
- 廣播劇CD《紳士同盟†》（天宮潮）
- 廣播劇CD《萌·怪盜蕾莉絲》（蕾莉娜、蕾莉絲）
- 廣播劇CD《月夜的奶酪》（芽里）
- BD特典廣播劇《輕鬆百合》（赤座茜）
- 廣播劇CD《這間教室被不回家社占領了》（木瀧恋子）
- 廣播劇CD《櫻花莊的寵物女孩》（赤坂龍之介）
- 廣播劇CD《寄生彼女砂奈》（砂奈）
- 廣播劇CD《戀愛研究所》（真木夏緒）
- 廣播劇CD《奮鬥吧！系統工程師》（海鷗（賀茂芽衣））
- 廣播劇CD《S線上的黛娜》（美佐努·利裘爾卡蕾）
- 廣播劇CD《羞羞女的戀愛考驗》（Loving101號[50]）

### 網絡動畫
- リーンの翼（エレボス）

2017年
- 玉家當鋪（Nyamashita[51]、狐婆、光）
- 梦王国与沉睡的100王子 短篇动画（高修）

2021年
- みにヴぁん ら〜じ（新導未來）

2024年
- 雀魂 KANG！！（七海禮奈[52]）

2025年
- 新星GALVERSE（ZERO[53]）

### 寫實
- 千年王国三銃士ヴァニーナイツ（アリス・ラ・ゾアニス※声のみ/君島セリア/有栖川ゆう）
- 魔法先生ネギま!麻帆良学園中等部2-A:三学期特典DVD 麻帆良学園中等部2-A:二学期終業式
- School Rumble presents "Come! Come! Well-Come? party"

### 廣播節目
- VOICE CREW（1998年4月5日～9月27日）
- SOMETHING DREAMS マルチメディアカウントダウン（1998年10月3日～2002年10月5日）
- レギュラー出演は上記の期間。ゲスト出演は「ドリカンクラブ」として1996年9月28日より。
- ラジオどっとあい「脱！やまとなでしこ宣言」（2000年4月～6月）
- オレたちやってま～す木曜日（2000年10月～2002年3月）
- 堀江由衣の天使のたまご（2002年10月6日～）
- マグナカルタRADIO（2004年7月4日～9月26日）
- 初音島放送局S.S.（2005年7月15日～10月7日）
- 佳奈・由衣・ゆかりのかしましらじお（2005年9月30日～2006年10月27日）
- ほっちゃん ますみんのめろメロラジオ～まほ・ぱに番外編～（ドワンゴパケットラジオ）
- Aice5 In Wonder RADIO（2006年8月21日～2007年9月14日）
- みらいブンカ village（日语：みらいブンカ village）「堀江由衣×浅野真澄の#とれとれ」（2019年10月～2020年3月(預定))

### 廣播CD
- 初音島放送局（2004年）來賓
- 初音島放送局4（2004年）來賓
- 初音島放送局S.S. Vol.1（2005年）
- 魔法老師！DJCD（2005年）來賓
- 裏校園迷糊大王二學期 公主的歸來！／眼鏡的聖戰！（2006年）來賓
- 春香與彌生的彌生式廣播特別篇〜因為是友情〜（2007年）來賓
- 聽吧藍蘭島 海龍神社放送局 DJ CD 第3卷（2008年）來賓
- 聽爸！RADIO Vol.1（2012年）來賓
- 【K】網路廣播 KR3rd Vol.2（2014年）來賓
- 暮蟬悲鳴時 奉 廣播CD〜神明廣播、從雛見澤的異界說午安！〜（2014年，羽生）
- 【K】網路廣播DJCD KR4th Vol.1（2015年）來賓

### CD-ROM
- TECH Win OS偶像Win（1998年，Win）
- TECH Win 附錄CD-ROM「Voice Fan」（1998年－2003年）
- TECH Win 1999年7月號附錄CD-ROM「點擊偶像」（1999年，榎本麗香）
- Hi-Ge No.0 附錄CD-ROM（1999年）
- 純情房東俏房客 桌面裝飾集（2000年，成瀨川奈留）
- TECH Win 2000年6月號（2000年，櫻咲吹雪）
- 桌面的女僕小姐 第4卷 米莉（2000年，米莉）
- 純情房東俏房客 數位TOYBOX（2001年，成瀨川奈留）
- LOVE HINA 0→14（2002年，成瀨川奈留）
- 愛神餐館 桌面裝飾集 for Windows（2002年，ラベンダ・スウィート）
- 妹妹公主 〜桌面裝飾集〜（2001年，咲耶）
- 汝子校戰艦シンフォニア 系統聲音（2003年，椎名涼子）
- 妹妹公主Re Pure 桌面裝飾集（2003年，咲耶）
- 魔法老師！桌面裝飾集 〜課外授業〜（2004年，佐佐木蒔繪）
- 校園迷糊大王「SOUND SCHOOL」特典CD-ROM（2005年，澤近愛理）
- D.C.S.S. PC聲音裝飾集1（2005年，白河小鳥）
- 魔法老師！FUN DISC 麻帆良祭（2006年，佐佐木蒔繪）
- 魔法老師！麻帆良学園中等部2-A：特別CD-ROM（2006年，佐佐木蒔繪）

### 其他
- ぷらネットウォーカー ver3.0（聲音導航）
- FamilyMart研修影片（1997年，鈴木良子）
- 久喜綜合文化會館 天文館（1999年，遙）
- NAVIEW 2（1999年，聲音導航）
- 島根縣立島根海洋館 冒險之海（2000年，導覽）
- 星空的別名 〜星空的回憶〜（2002年，彩花）－ 在新潟市立自然科學館內的天文館上映。
- 迷！？探偵克莉絲 系列（2002年－，克莉絲 ）－ 在安城市文化中心內的天文館上映。
- 眉山纜車導覽 校園烏托邦 學美向前衝！（2007年，天宮學美）
- 歌樂 車內導航 下載聲音（2011年，白山可奈）
- 時報（2011年）
- ゼロマキナ（2015年，席耶[54]）
- 昼夜傳（2015年，優奈）
- ワイヤレスノイズキャンセルヘッドホン AH-GC20 P4Dスペシャルエディション（2015年，里中千枝）
- LIVE·奇幻「FAIRY TAIL」（2016年，夏露露的聲音）
- 魔法使 光之美少女！音樂秀（2016年，理子／魔法天使）
- 冰之火山〜太陽系的活火山〜（2017年）－在島根縣立三瓶自然館內天文館上映。
- 西尾維新大辞展（2017年，掟上今日子 [55]）

## 歌手活動
堀江由衣是Starchild所属非常活躍的歌手。詳細請參閱堀江由衣的作品。

### 單曲
- 于波丽佳音（Pony Canyon）旗下
  1. my best friend
- 于Starchild Records旗下
  1. Love Destiny（2001年5月16日）動畫《妹妹公主》片頭曲・片尾曲
  2. キラリ☆宝物（2002年2月28日）動畫片頭曲・片尾曲
  3. ALL MY LOVE（2002年7月24日）動畫片頭曲・片尾曲
  4. 心晴れて 夜も明けて（2004年2月4日）動畫主題曲
  5. スクランブル（2004年10月27日，以堀江由衣 with UNSCANDAL的名义）動畫《校园迷糊大王》片頭曲
  6. ヒカリ（2006年5月24日）動畫《犬神！》片頭曲
  7. Days（2007年5月2日）動畫《藍蘭島漂流記》片頭曲・片尾曲，獲得Oricon週間排名第8位。
  8. 恋する天気図（2007年8月17日）動畫《藍蘭島漂流記》片尾曲2
  9. バニラソルト（2008年10月1日）動畫《虎與龍》片尾曲
  10. silky heart（2009年1月28日）動畫《虎與龍》片頭曲2，在2009年度oricon單曲年榜top500中，排名300。
  11. YAHHO!!（2009年8月26日）動畫《加奈日記》片尾曲，在2009年度oricon單曲年榜top500中，排名468。
  12. インモラリスト（2011年2月2日）動畫《龍之界點》片頭曲。
  13. PRESENTER（2011年5月25日）動畫《DOG DAYS》片尾曲。
  14. Coloring（2012年1月18日）動畫《要聽爸爸的話！》片尾曲。
  15. 夏の約束（2012年7月25日）動畫《DOG DAYS'》片尾曲。
  16. Golden Time（2013年11月13日）動畫《青春紀行》片頭曲&片尾曲。
  17. The♡World's♡End（2014年3月12日）動畫《青春紀行》片頭曲&片尾曲2。
  18. Stay With Me（2015年3月4日）動畫《DOG DAYS''》片尾曲。
  19. アシンメトリー（2015年11月4日）動畫《K RETURN OF KINGS》片頭曲。

### 專輯
- 原創專輯
  1. （2000年12月21日）
  2. （2001年11月29日）
  3. sky（2003年7月24日）
  4. （2004年4月28日）
  5. （2005年11月23日）
  6. Darling（2008年1月30日）
  7. HONEY JET!!（2009年7月15日）
  8. 秘密（2012年2月22日）
  9. ワールドエンドの庭（2015年1月7日）
  10. （2019年7月10日）
- 精選專輯
  - （2003年3月26日）
  - BEST ALBUM（2012年9月20日）

### DVD
- yui horie CLIPS 1（2004年4月28日）
- （2006年7月26日）
- （2008年6月4日）
- yui horie CLIPS 2（2010年1月1日）
- （2010年5月12日）
- （2012年12月26日）
- （2013年9月20日）
- （2013年12月25日）
- （2016年4月27日）

### VHS
- Yui Horie CLIPS 0 〜since'00〜'01〜（2002年7月29日）

## 備註
1. ↑  傑仕登使用繁體中文譯為「紫女神候補」，簡體中文譯為「紫妹妹」

## 外部連結
- KING AMUSEMENT CREATIVE:堀江由衣 （页面存档备份，存于）
- ヴィムスによるプロフィール （页面存档备份，存于）
- 堀江由衣オフィシャルファンクラブ 黒ネコ同盟
- 黒ネコ同盟(堀江由衣&スタッフ)的X（前Twitter）。（2010年2月4日 - ）“ゆい:”で始まる発言は本人。ただ、付け忘れることもあるので注意。
- 堀江由衣STAFF的X（前Twitter）
- 堀江由衣的Instagram帳戶
- YouTube上的堀江由衣 Official Channel頻道
- （繁體中文） 堀江由衣希望在2013年結婚、長篇專訪全文完整刊載中！ （页面存档备份，存于），Comic Natalie專訪的中文翻譯。